# Microsoft Security Essentials
Microsoft Security Essentials (MSE) là một phần mềm chống virus với chức năng bảo vệ máy tính khỏi nhiều loại phần mềm độc hại chẳng hạn như virus máy tính, phần mềm gián điệp (spyware), rootkit và trojan. Các phiên bản trước 4.5 của MSE tương thích với các hệ điều hành Windows XP, Windows Vista và Windows 7, nhưng không chạy được trên Windows 8 và các phiên bản mới hơn, vốn đã có công cụ chống virus được cài đặt sẵn. MSE phiên bản từ 4.5 trở về sau không còn tương thích với Windows XP. Thoả thuận giấy phép người dùng đầu cuối cho phép đối tượng người dùng gia đình và các doanh nghiệp nhỏ được phép cài đặt và sử dụng sản phẩm này miễn phí. Nó thay thế cho Windows Live OneCare, một dịch vụ chống virus thương mại trả tiền thuê bao định kỳ đã ngưng phát triển, và Windows Defender, phần mềm diệt virus được cài đặt mặc định cho tới phiên bản Windows 8, vốn chỉ có thể bảo vệ người dùng khỏi adware (virus quảng cáo) và spyware (phần mềm gián điệp).
Được xây dựng trên cơ sở dữ liệu virus và cơ chế diệt virus tương tự như các sản phẩm chống virus khác của Microsoft, MSE cung cấp tính năng bảo vệ theo thời gian thực, thường xuyên theo dõi hoạt động của các phần mềm trên máy tính và quét các tập tin mới được tải về hoặc tạo ra, từ đó vô hiệu hoá các mối nguy hiểm phát hiện được. MSE không có tính năng tường lửa cá nhân của OneCare hay các tính năng quản lý tập trung của Forefront Endpoint Protection.
Thông báo của Microsoft về việc họ sẽ xây dựng phần mềm chống virus của riêng mình vào ngày 18 tháng 11 năm 2008 đã vấp phải những phản ứng trái chiều từ ngành công nghiệp chống virus. Symantec, McAfee và Kaspersky Lab không coi đó là đối thủ cạnh tranh đáng kể, nhưng AVG Technologies và Avast Software đánh giá cao tiềm năng của phần mềm và cho rằng sự xuất hiện của phần mềm này sẽ tăng thêm sự lựa chọn cho người tiêu dùng. AVG, McAfee, Sophos và Trend Micro còn tuyên bố rằng việc tích hợp sản phẩm này vào Microsoft Windows có thể sẽ vi phạm luật cạnh tranh.

## Các tính năng
Microsoft Security Essentials là một phần mềm chống virus với chức năng bảo vệ máy tính khỏi nhiều loại phần mềm độc hại chẳng hạn như virus máy tính, phần mềm gián điệp (spyware), rootkit và trojan. Nó thay thế cho Windows Live OneCare, một dịch vụ chống virus thương mại trả tiền thuê bao định kỳ đã ngưng phát triển, và Windows Defender, phần mềm diệt virus được cài đặt mặc định cho tới phiên bản Windows 8, vốn chỉ có thể bảo vệ người dùng khỏi adware (virus quảng cáo) và spyware (phần mềm gián điệp). Nó tự động kiểm tra và tải về cơ sở dữ liệu virus (Microsoft gọi đó là các virus definitions) từ Microsoft Update, một dịch vụ phần mềm trực tuyến được cập nhật ba lần một ngày. Người dùng cũng có thể tải về các bản cập nhật một cách thủ công từ trang web của Cổng thông tin Bảo mật Microsoft. Vào ngày 30 tháng 9 năm 2011, một bản cập nhật cơ sở dữ liệu bị lỗi đã khiến MSE nhận dạng nhầm Google Chrome là một phần mềm độc hại. Lỗi này đã được khắc phục sau ba giờ. Các phiên bản đầu tiên của MSE tương thích với các hệ điều hành Windows XP, Windows Vista và Windows 7, các phiên bản từ 4.5 trở về sau không tương thích với Windows XP và Microsoft đã ngừng tung ra các bản cập nhật cơ sở dữ liệu virus cho Windows XP từ ngày 14 tháng 7 năm 2015.
MSE được xây dựng dựa trên cùng một nền tảng so với các phần mềm bảo mật khác của Microsoft; tất cả các phần mềm này đều sử dụng cùng một cơ sở dữ liệu virus và cơ chế chống phần mềm độc hại, được biết đến với tên gọi Microsoft Malware Protection Engine (MSMPENG). MSE không hỗ trợ tính năng tường lửa cá nhân của OneCare hay các tính năng quản lý tập trung của Forefront Endpoint Protection.
MSE cung cấp tính năng bảo vệ theo thời gian thực, bằng cách liên tục theo dõi hoạt động của các phần mềm trên máy tính và quét các tập tin mới được tạo ra hay mới được tải về. Nó vô hiệu hoá các mối nguy hiểm đã được phát hiện và hiển thị thông báo yêu cầu người dùng cho biết họ muốn phần mềm giải quyết chúng như thế nào. Nếu người dùng không trả lời sau mười phút, phần mềm sẽ xử lý các mối nguy hiểm đó dựa theo thiết lập mặc định được lựa chọn trong phần cài đặt ứng dụng. Dựa trên các thiết lập đó, MSE cũng có thể tạo ra các điểm khôi phục System Restore trước khi loại bỏ những phần mềm độc hại được phát hiện. Theo mặc định, MSE cũng tự động gửi báo cáo các hành vi nghi vấn của những phần mềm được theo dõi về cho dịch vụ Microsoft Active Protection Service (MAPS, trước đó có tên gọi là Microsoft SpyNet), một dịch vụ dựa trên nền tảng trực tuyến. Nếu báo cáo của MSE trùng khớp với một phần mềm độc hại mới được phát hiện mà chưa được phát hành dưới dạng một bản cập nhật cơ sở dữ liệu, cơ sở dữ liệu mới sẽ được tải về để loại bỏ malware đó.
Yêu cầu phần cứng hệ thống cho sản phẩm này dựa theo yêu cầu của hệ điều hành; trên một máy tính chạy Windows Vista hoặc Windows 7, nó yêu cầu một bộ vi xử lý 1 GHz, 1 GB RAM, một màn hình máy tính với độ phân giải tối thiểu 800 × 600 pixels, 200 MB không gian ổ cứng trống và có kết nối Internet.

## Phát triển
Vào ngày 18 tháng 11 năm 2008, Microsoft công bố kế hoạch sản xuất một phần mềm bảo mật miễn phí dành cho người tiêu dùng phổ thông, có tên mã là Morro. Điều này đã đánh dấu một sự thay đổi trong chiến thuật quảng bá sản phẩm diệt virus dành cho người dùng cá nhân của Microsoft: thay vì cung cấp một phần mềm bảo mật trả phí thuê bao định kỳ với một loạt các tính năng, chẳng hạn như tự động sao lưu dữ liệu hoặc tường lửa cá nhân, Morro sẽ cung cấp các tính năng diệt virus miễn phí và không chiếm dụng nhiều tài nguyên hệ thống. Amy Barzdukas, giám đốc quản lý sản phẩm của Bộ phận Dịch vụ Trực tuyến và Windows của Microsoft, tuyên bố rằng Morro sẽ không trực tiếp cạnh tranh với các phần mềm diệt virus thương mại khác; thay vào đó nó hướng tới một bộ phận khoảng 50 đến 60 phần trăm người dùng máy tính cá nhân không có ý định trả tiền để sử dụng phần mềm diệt virus. Đến ngày 17 tháng 6 năm 2009, tên chính thức của Morro được tiết lộ: Microsoft Security Essentials.
Vào ngày 23 tháng 6 năm 2009, Microsoft phát hành phiên bản thử nghiệm cho công chúng tới 75.000 người dùng tại Hoa Kỳ, Israel, Trung Quốc và Brazil. MSE được dự kiến sẽ xuất hiện tại 20 quốc gia và hỗ trợ 10 ngôn ngữ; sản phẩm được lên kế hoạch ra mắt trước cuối năm 2009; bản phần mềm chính thức được phát hành vào ngày 29 tháng 9 năm 2009.

### Phiên bản 2.0
Gần một năm sau khi ra mắt phiên bản đầu tiên, Microsoft lặng lẽ phát hành phiên bản thứ hai của phần mềm này. Giai đoạn thử nghiệm kỹ thuật bắt đầu từ ngày 19 tháng 7 năm 2010, và phiên bản chính thức được phát hành vào ngày 16 tháng 12 năm 2010. Phiên bản này có thêm hệ thống giám sát mạng Network Inspection System (NIS), một hệ thống phát hiện đột nhập mạng hoạt động trên Windows Vista và Windows 7, cùng với hệ thống chống malware mới sử dụng kỹ thuật heuristics để phát hiện malware. Phiên bản 2.0 tích hợp với Internet Explorer để bảo vệ người dùng khỏi những nguy cơ trên không gian mạng. NIS đòi hỏi các gói cập nhật riêng biệt.

### Phiên bản 4.0
Mười sáu tháng sau khi phát hành phiên bản 2.0, Microsoft bỏ qua phiên bản 3.0 và phát hành ngay Microsoft Security Essentials 4.0. Chương trình thử nghiệm cho công chúng bắt đầu vào ngày 18 tháng 11 năm 2011, vào thời điểm đó Microsoft đã mời một số đối tượng người dùng tiềm năng tham gia thử nghiệm nhưng không công bố số hiệu phiên bản thử nghiệm. Phiên bản thử nghiệm đầu tiên được phát hành ngày 29 tháng 11 năm 2011, và phiên bản chính thức ra mắt ngày 24 tháng 4 năm 2012. Sau đó, Microsoft đã cho phát hành một phiên bản tiền chính thức để người thử nghiệm có thể nhận được những phiên bản thử nghiệm mới nhất và gửi phản hồi lại cho hãng.

### Phiên bản 4.5
Vào ngày 21 tháng 2 năm 2014, phiên bản 4.5 bắt đầu được đưa vào thử nghiệm. Cùng ngày, Microsoft tuyên bố phiên bản mới của phần mềm sẽ ngừng hỗ trợ Windows XP. Các phiên bản cũ sẽ tiếp tục nhận được các gói cập nhật cơ sở dữ liệu virus cho tới ngày 14 tháng 7 năm 2015.

### Tương lai
Microsoft Security Essentials không hoạt động trên Windows 8 trở về sau, bởi những phiên bản hệ điều hành này đã có một hệ thống bảo mật riêng biệt. Vào ngày 13 tháng 9 năm 2011, tại hội nghị Build diễn ra ở Anaheim, California, Microsoft hé lộ phiên bản dành cho nhà phát triển của Windows 8, trong đó có chứa một thành phần bảo mật có khả năng ngăn chặn các ổ USB bị nhiễm virus chiếm quyền điều khiển hệ thống trong quá trình khởi động. Vào ngày 15 tháng 9, blog dành cho nhà phát triển của Windows 8 xác nhận rằng Windows Defender trong Windows 8 sẽ là phần mềm đảm nhiệm chức năng diệt virus của hệ điều hành. Trong video đi kèm với bài viết, Jason Garms của Microsoft cho thấy Windows Defender hiển thị trong Action Center với vai trò một công cụ diệt virus và phần mềm gián điệp, và cách phần mềm này cách ly những malware nó phát hiện được.  Vào ngày 3 tháng 3 năm 2012, Softpedia đánh giá phiên bản thử nghiệm người dùng của Windows 8 và lưu ý sự tương đồng về giao diện giữa Windows Defender và Microsoft Security Essentials 4.0 Beta. Theo Softpedia, trình cài đặt Windows 8 đòi hỏi phải gỡ bỏ Microsoft Security Essentials trước khi nâng cấp từ Windows 7.

## Cấp phép

Một cửa sổ thông báo cho biết vấn đề với giấy phép bản quyền của Windows sẽ khiến Microsoft Security Essentials không hoạt động

Thỏa thuận giấy phép của sản phẩm cho phép người dùng gia đình có thể tải về, cài đặt và sử dụng phần mềm trên số lượng máy tính không giới hạn mà không mất phí, miễn là các máy tính đều phải cài đặt một phiên bản Microsoft Windows với giấy phép hợp lệ. Kể từ tháng 10 năm 2010, các doanh nghiệp nhỏ cũng được phép cài đặt sản phẩm trên tối đa 10 máy tính, nhưng việc sử dụng phần mềm tại các cơ sở giáo dục và các cơ quan chính phủ vẫn bị cấm. Các hành vi tái cấu trúc, viết lại mã nguồn, tách riêng các chức năng của sản phẩm, hay cố tính vượt qua các giới hạn định sẵn của phần mềm, đều không được phép.
MSE không yêu cầu đăng ký hay điền thông tin cá nhân khi cài đặt sản phẩm; tuy nhiên, giấy phép bản quyền hệ điều hành được kiểm tra trong quá trình cài đặt và sau khi cài đặt sử dụng hệ thống Windows Genuine Advantage xem có hợp lệ hay không. Nếu giấy phép không hợp lệ, phần mềm sẽ cảnh báo người dùng và ngừng hoạt động sau một khoảng thời gian định trước.